# Loyola Guzmán
Loyola Guzmán Lara (Rea Rea, Bolivia; 29 de julio de 1942) es una activista de derechos humanos y política boliviana. Integró el grupo de apoyo a la Guerrilla de Ñancahuazú que Ernesto Che Guevara comandó en Bolivia en 1966-1967. Fue fundadora y dirigente de la Asociación de Familiares de Detenidos y Desaparecidos (Asofamd) de Bolivia, hasta enero de 2009.

## Biografía
Loyola Guzmán nació el 29 de julio de 1942 en la localidad de Rea Rea del municipio de Ichoca en la provincia de Inquisivi del departamento de La Paz.

## Carrera

### Ejército de Liberación Nacional
Abandonó en 1967 sus estudios de literatura en la Universidad Mayor de San Andrés. Luego de ser parte de la guerrilla en 1967 fue presa política y exiliada. Fue activista política en contra de las dictaduras.
En 1972, en el Gobierno de facto de Banzer, perdió a su esposo Félix Melgar Antelo, militante como ella del Ejército de Liberación Nacional (ELN). Desde 1983 fue miembro y dirigente de la Federación Latinoamericana de Asociaciones de Familiares de Detenidos Desaparecidos (FEDEFAM) y participó activamente en la lucha contra la desaparición forzada por razones políticas y sindicales en América Latina y en el mundo. 

### Asamblea Constituyente de Bolivia
Participó en la Asamblea Constituyente de 2006 a 2007 como invitada en las listas del Movimiento al Socialismo, con posiciones críticas y disidentes. 
En enero del 2009 votó NO a la nueva Constitución Política del Estado, dando sus razones en una conferencia de prensa en la ciudad de La Paz.

### Frente Amplio
En septiembre de 2013 como miembro del Foro de la Ciudadanía Democrática firmó un acuerdo de construcción del Frente Amplio,del cual se convirtió en portavoz, la agrupación estuvo integrada por 5 organizaciones entre ellas Unidad Nacional liderada por el empresario Samuel Doria Medina. En junio de 2014 al firmarse el acuerdo electoral entre Doria Medina y Rubén Costas para formar la Unidad Demócrata (UD) se rompió el Frente Amplio que no participó en las elecciones parlamentarias y presidenciales que tuvieron lugar en octubre de 2014.

## Premios y distinciones
- Distinción  25 años de Democracia, otorgada por la Universidad Mayor de San Andrés en 2007.[6]